# 東華三院邱子田紀念中學

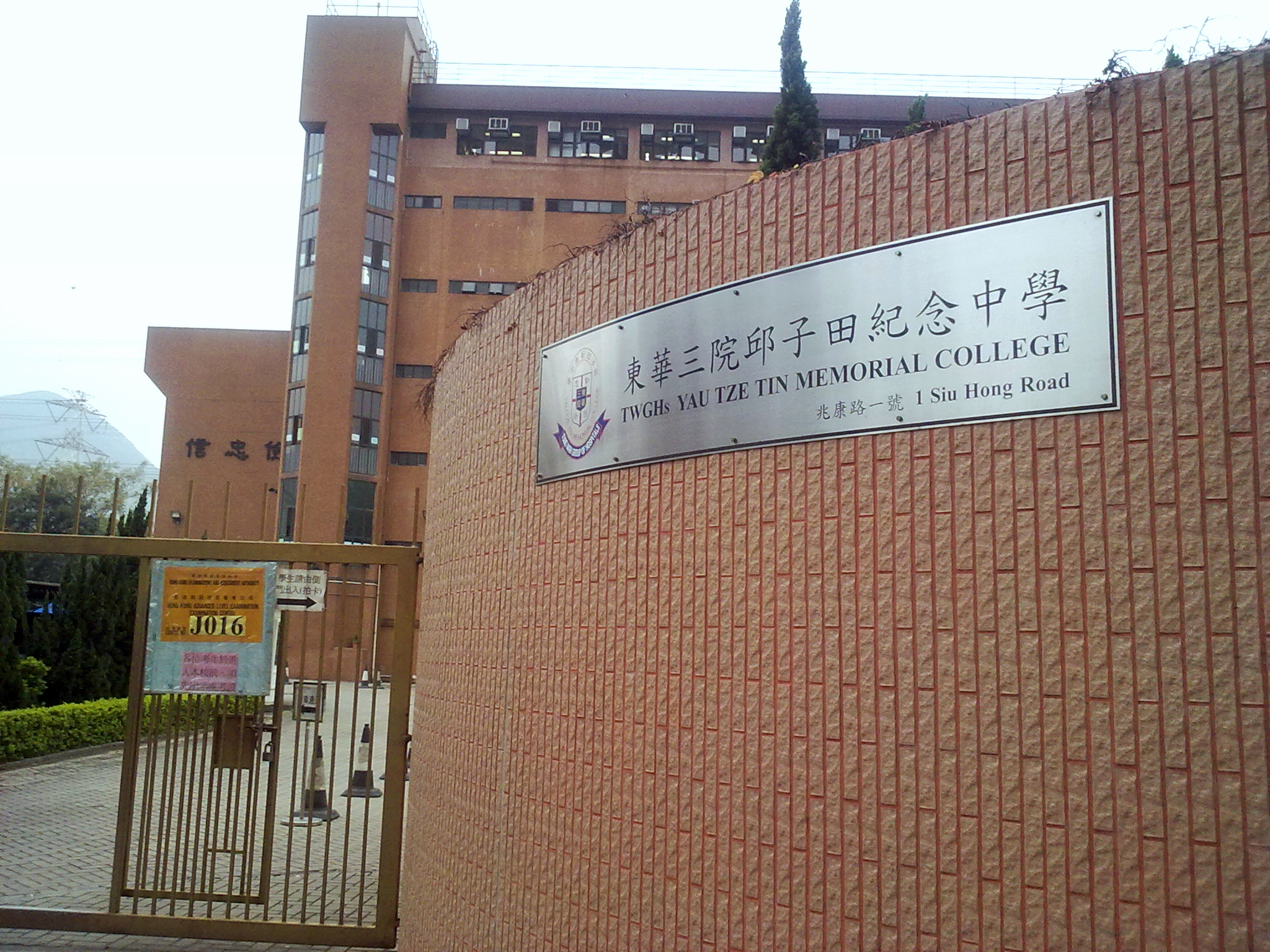
校園正門

東華三院邱子田紀念中學（英語：Tung Wah Group of Hospitals Yau Tze Tin Memorial College；簡稱），是東華三院開辦的第十間中學，故又名東華第十中學，學校創校於1982年，是香港屯門區一所全日制中文中學，校內三樓的圖書館叫作景賢閣。
學校座落於新界屯門兆康苑北面，鄰近屯馬綫及輕鐵兆康站，為一座連環型校舍。創校時曾借用東華三院辛亥年總理中學作課室之用。學校正門的校名由邱木城（景賢里業主）題字。

## 歷史
前身是一片私人田地，附近的紫田村和子田圍原居民都會過來耕田，後來發展商收地，子田圍原居民將土地賣給發展商。

## 四社
東華三院邱子田紀念中學以校訓勤、儉、忠、信分社。
四社顏色分別為藍、紫、紅、黃

## 著名/傑出校友
- 陳國邦（1985年中五）：香港男演員
- 張碧賢 ( 1994年中七 )   ：香港電台中文台台長
- 梁浩賢：歌手
- 黎諾懿（1998年中七）：香港男藝人
- 梁嘉琪（1998年中五）：香港女藝人
- 張國鈞，SBS，JP：現任律政司副司長、前立法會議員（選舉委員會）、前中西區區議會議員、前民建聯副主席[1]
- 吳傑莊，MH：立法會議員（選舉委員會）、全國政協委員[2]
- 陳永業（1988年中六）：唱片騎師、演員
- 林若寧（龐健章）：香港填詞人、現為香港商業電台叱咤903總監
- 胡家惠（2000年中五）：2002年度香港小姐競選季軍
- 張可森[3]（2012年中七）：前屯門區區議員
- 鄧世昌：香港舞台劇演員、導演、編劇、戲劇導師
- 張俊傑 龍門冰室老闆兼創辦人
- 甄家豪：歌手

## 外部連結
- 東華三院邱子田紀念中學官方網址 （页面存档备份，存于）
- Facebook group

22°24′54″N 113°58′40″E / 22.4151°N 113.9779°E